# Tales of the Crown
Tales of the Crown è un album pubblicato dalla speed/power metal band tedesca Axel Rudi Pell il 24 ottobre 2008 dalla SPV GmbH.

## Tracce
1. Higher
2. Ain't Gonna Win
3. Angel Eyes
4. Crossfire
5. Touching My Soul
6. Emotional Echoes
7. Riding On An Arrow
8. Tales Of The Crown
9. Buried Alive
10. Northern Lights

## Formazione
- Axel Rudi Pell - chitarre
- Johnny Gioeli - voce
- Ferdy Doernberg - tastiere
- Volker Krawczak - basso
- Mike Terrana - batteria